# Hősök tere (Tata)
A Hősök tere Tatán az Esterházy-kastély és a Kossuth tér között található. Mellette terül el a Tanoda tér.

## Nevének története
A tér elnevezése az idők folyamán többször megváltozott. Viselte az Ó-temető tér, Erzsébet tér, Sztálin tér, November 7. tér, s végül 1991-től a Hősök tere nevet.

## Látnivalói

### Zsinagóga

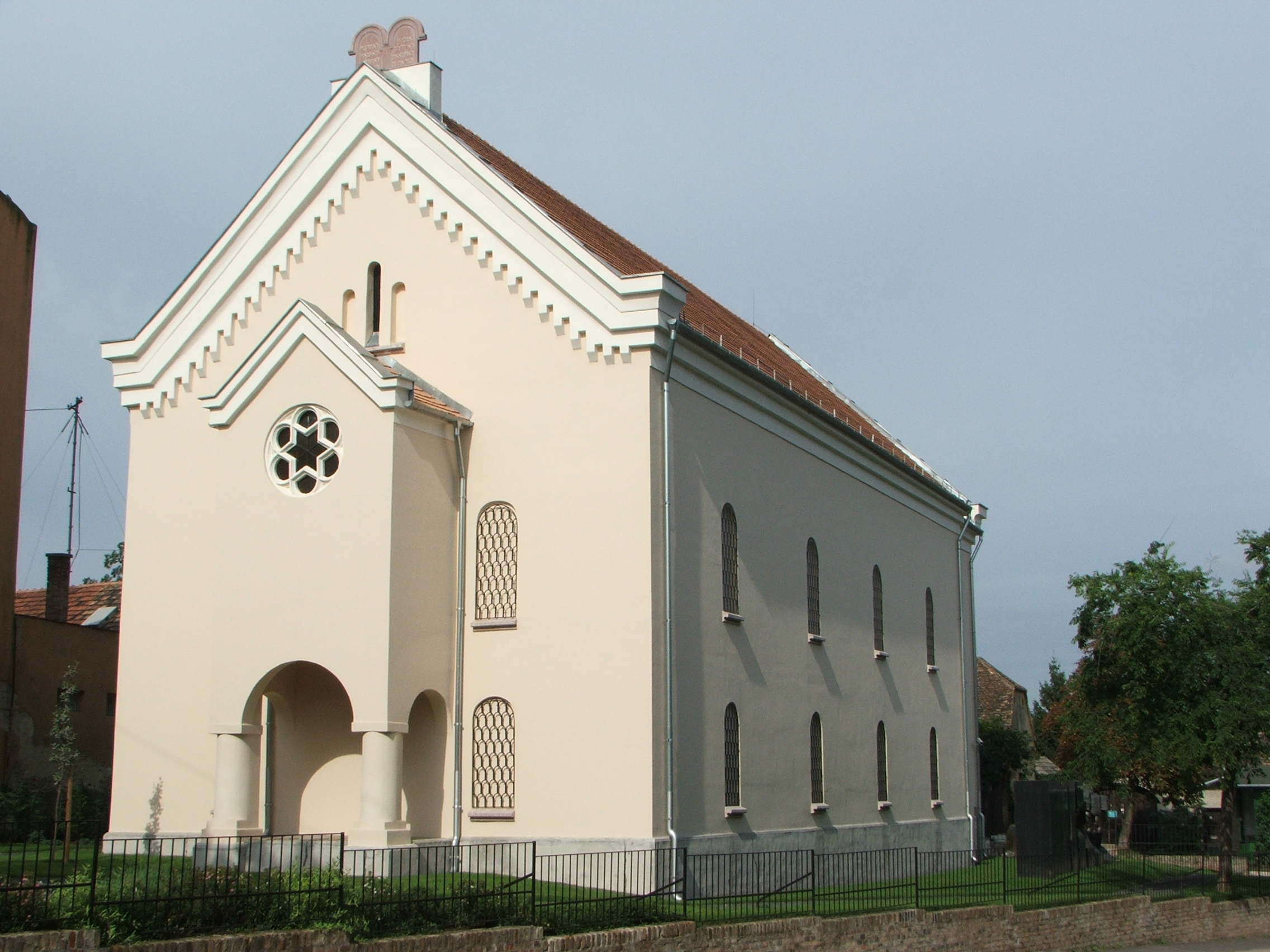
Zsinagóga

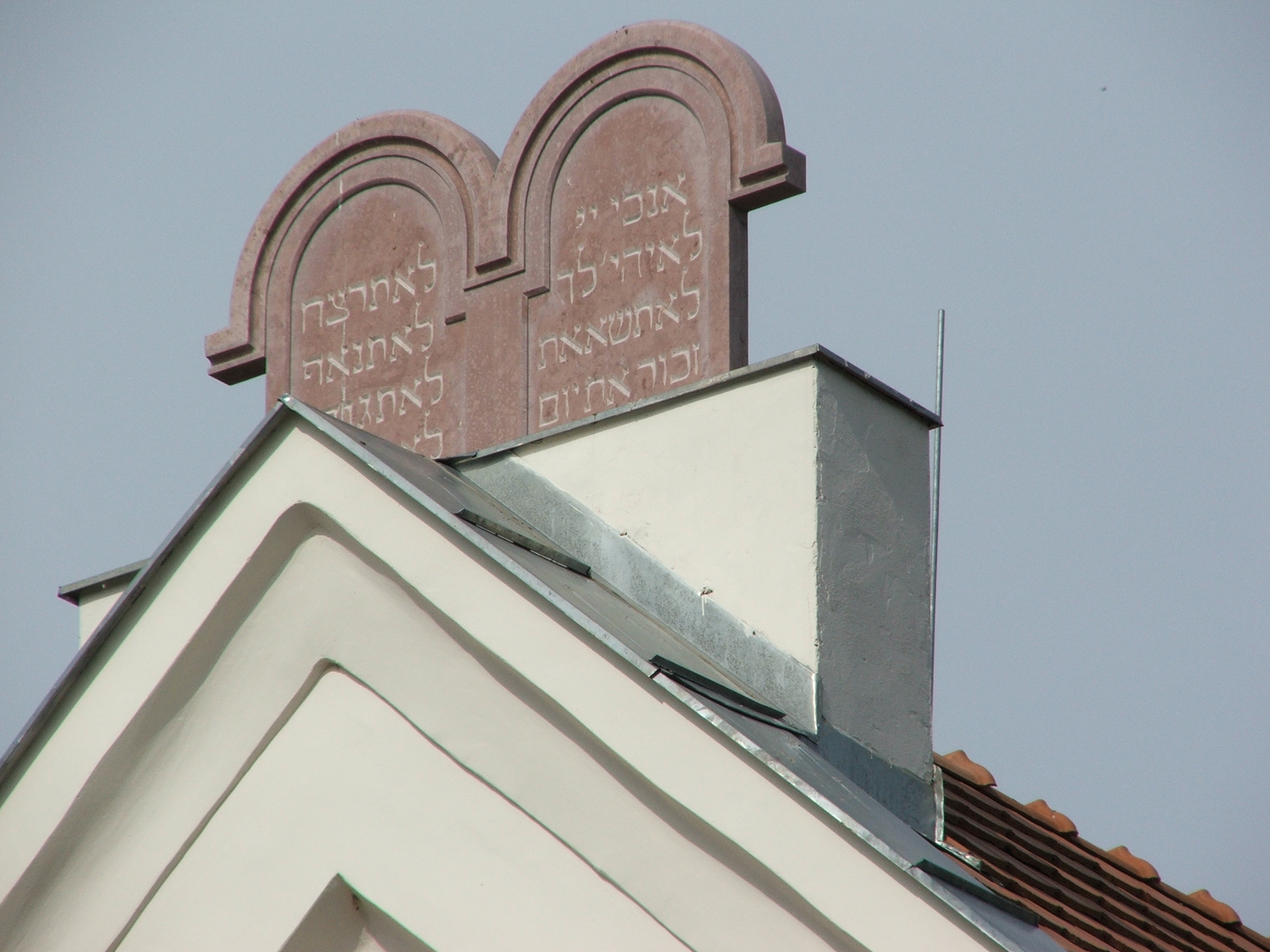
A zsinagóga tetején levő kőtáblák

Legkorábbi írásos említése az 1749-ből származó kérelem. Ebben a mezővárosban élő zsidó családok kérték zsinagógájuk tatarozásának engedélyezését az uradalomtól. Az átalakítást az uradalom jóváhagyta, és a kérelmezők az uradalom pénztárába befizették a Fellner Jakab által készített tervekért az 1000 Ft-ot. 1861-ben ezt a barokk zsinagógát építették át. A terveket lovag Weschselmann Ignác, Ybl Miklós munkatársa készítette el. Az Ó-temető tér 1883. évi rendezése során a zsinagóga előtti tér egy részét elkerítették. Az 1944 nyarától raktárnak használt, majd 1945 után üresen álló zsinagógát az izraelita hitközség az 1970-es években átadta a városnak. Az épületben a belső átalakítások után 1977-ben létesült a Görög-Római Szobormásolatok Múzeuma. A volt zsinagóga kertjében felállított gránitkőbe vésett szöveg őrzi az auschwitzi haláltáborba 1944. június 6-án elhurcolt tatai zsidók emlékét. A holokauszt-emléknap alkalmából 2004. november 18-án a felújított volt zsinagóga udvarán felavatták Lugossy Mária Minden idők mártírjainak emlékére című alkotását. Ekkor nyilvánították Komárom-Esztergom megye holokauszt-emlékhelyévé a tatai zsinagógát.

### Városi Kórház

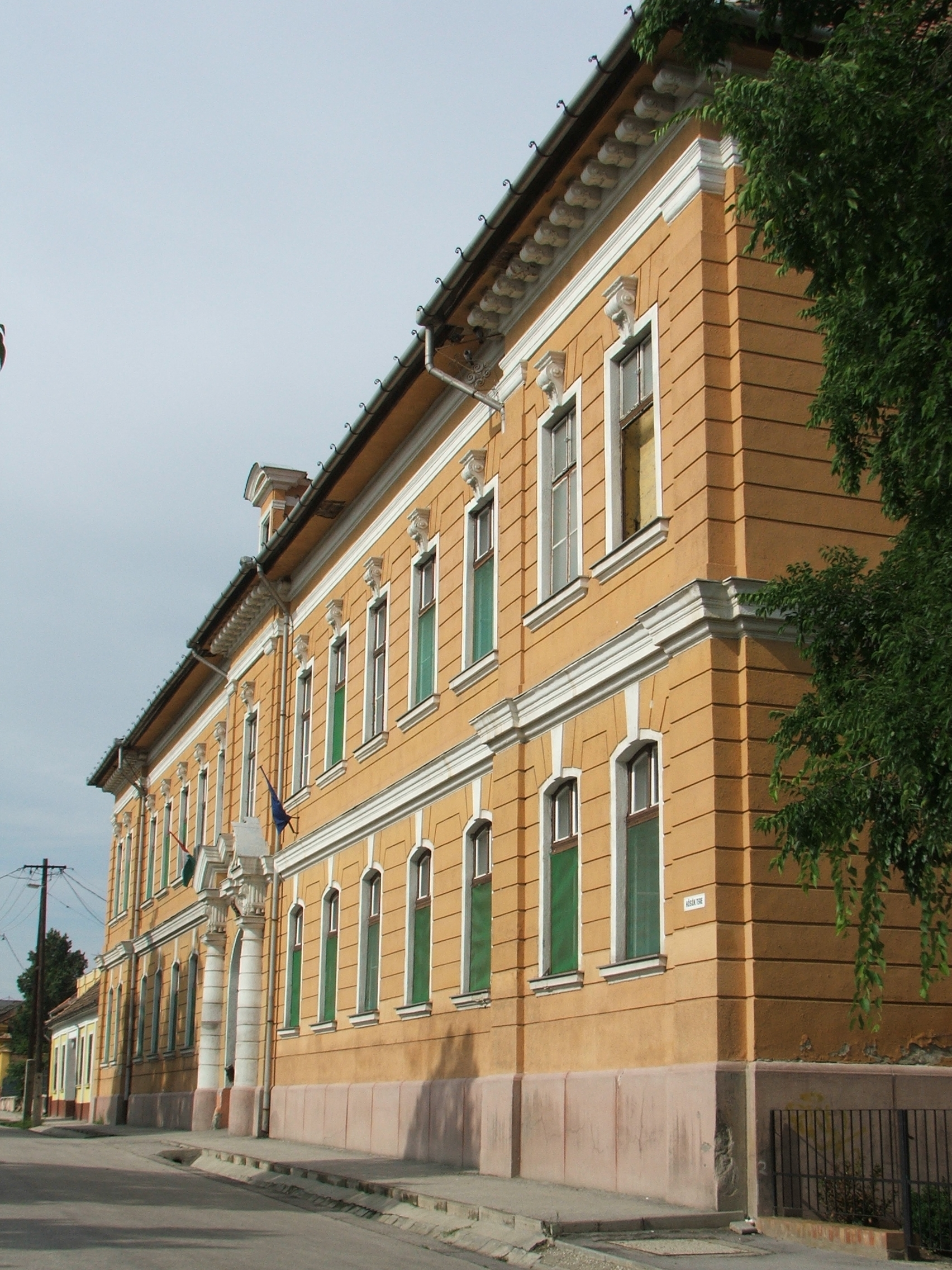
Városi Kórház

A Bercsényi (akkor Kórház) utca sarkán levő épületben működött az 1868-ban alapított Tata-Tóvárosi Takarékpénztár. A Takarékpénztár 1893-ban az Ó-temető téren, a zsinagóga szomszédságában elkészült új emeletes székházba költözött. A második világháború végén, 1945-től egy évre a szovjet katonai városparancsnokság rendezkedett be az épületben. 1947-ben az épület belső átalakítása után az emeleten a Városi Kórház sebészeti osztályát, 1950-től a belgyógyászati osztályát helyezték el.

### Zárda
A Szent Vincéről elnevezett zárda (Bercsényi utca 7.) mellett gróf Esterházy Miklós és felesége, Mária grófné 1875-től felépíttette a négy osztályos római katolikus leány elemi iskolát. Az egyházi iskolák 1948-ban történt államosítása óta a 311. számú Bláthy Ottó Ipari Szakközépiskola működik itt. Az épületben 2002 őszén új kollégiumi szobákat és ebédlőt, majd 2006-ban 5 új tanműhelyt alakítottak ki.

### Bláthy Ottó Ipari Szakközépiskola
A járásbíróság Tatára hozatalára a község képviselő-testülete 1911-ben tette meg az első lépést, amikor egyhangú határozatában kimondta, hogy feltétlenül felépíti a járásbíróság épületét. A helyszínek bejárása után a járásbíróság felépítését a bizottság egyöntetűen Tata község területén javasolta. Esterházy Móric gróf 1911. június 18-án nyilatkozott a Bergl-féle uradalmi épület járásbíróságnak, adóhivatalnak és szolgabíróságnak történő átépítéséről. Kikötötte, hogy az épület körüli községi területből kér telket, ha az uradalomé kevésnek bizonyul, továbbá a befektetett tőkének kamathozadékára igényt tart. A község támogatta Esterházy Móric gróf kérését, a közgyűlés az átengedett terület árát négyszögölenként egy koronában állapította meg. Az építkezés még 1911 végén megkezdődött. A tűzoltók első szertárukat a Bergl-féle épületből 1912-ben a Kossuth tér 11. számú ház udvarán felépített új szertárba vitték át. A bíróság új épületét 1913-ban adták át rendeltetésének. Az építés idejét a Fazekas utcai kapu feletti márványtáblán az építők 1911–1913-as évszámmal megörökítették. 1950-től a közigazgatás 1974-ben történt átszervezéséig az épületben a Tatai Járási Tanács működött. Az épület 1976-ban megkapta a 311. számú Ipari Szakmunkásképző Intézet, mely később a 311. számú Bláthy Ottó Ipari Szakközépiskola, majd Bláthy Ottó Szakközépiskola, Szakiskola és Kollégium nevet vette fel.

### I. világháborús magyar hősi szobor

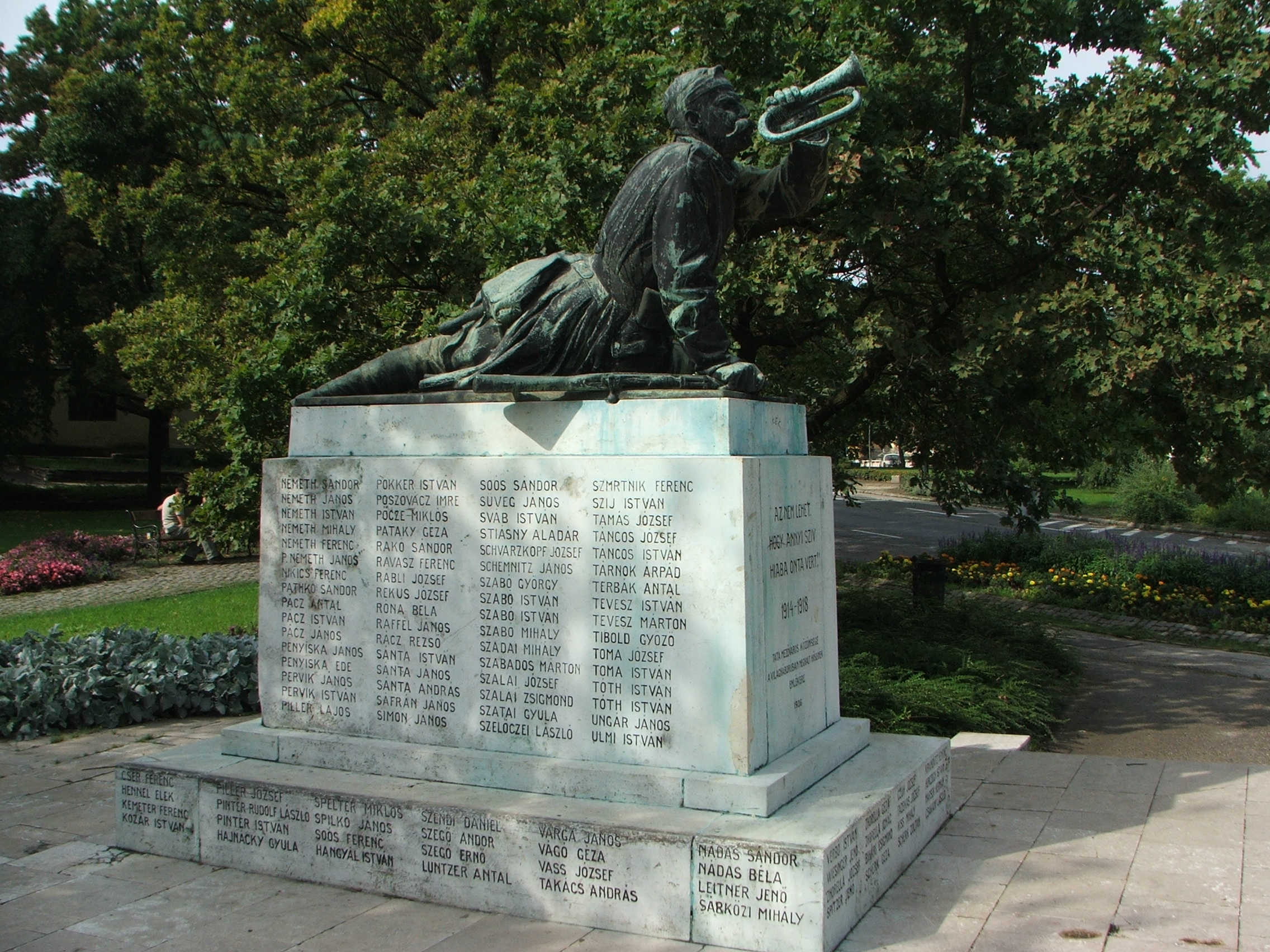
I. világháborús magyar hősök szobra

Tervezésével és elkészítésével Fülöp Elemér szobrászművészt bízták meg. A fekvő, sebesült, szuronyos puskáját kezében tartó, kürtöt fújó honvéd gipszmintája 1917-ben készült el. Felállítását elodázta a két település, Tata és Tóváros közötti vita a szobor elhelyezéséről. A bronzba öntött szobor végül a piarista gimnáziumban kapott helyet. Tereprendezés, parkosítás és a talapzat elkészítése után a szobor felavatását 1926. május 30-ára, a hősök vasárnapjára tűzte ki Tata nagyközség képviselő-testülete. Felavatására Tatára érkezett vitéz Raics Károly altábornagy. Az uradalmi hivatalnál felállított tábori oltárnál megtartott szentmise után leleplezték az első  világháborúban elesett tatai hősök emlékét megőrző szobrot. 2008 őszén a szobrot talapzatáról leemelték és pár hetes munkával teljesen felújították.